# Rivière Filkars
La rivière Filkars est un affluent de la rivière Beaurivage laquelle est un affluent de la rive ouest de la rivière Chaudière (versant de la rive sud du fleuve Saint-Laurent). Elle coule dans les municipalités de Saint-Sylvestre, Sainte-Agathe-de-Lotbinière et Saint-Patrice-de-Beaurivage, dans la municipalité régionale de comté (MRC) de Lotbinière, dans la région administrative de Chaudière-Appalaches, au Québec, au Canada.

## Géographie
Les principaux bassins versants voisins de la rivière Filkars sont :
- côté nord : rivière du Chêne, rivière Henri, rivière Beaurivage ;
- côté est : rivière Saint-André, rivière Fourchette, rivière Beaurivage, rivière Nadeau, rivière Lessard, rivière Chaudière ;
- côté sud : rivière Bécancour, rivière Palmer, rivière Palmer Est ;
- côté ouest : rivière Armagh, rivière Bécancour.

La rivière Filkars prend sa source d'un petit lac (altitude : 490 m) dans la partie sud-est de la municipalité de Saint-Sylvestre à 6,1 km au sud-est du village. Cette zone de tête est située près du lieu-dit "Le Radar", soit au nord-est du sommet du Mont Handkerchief et au sud-ouest du sommet du Mont Sainte-Marguerite, au nord de la rivière Palmer et au nord-est du village de Saint-Pierre-de-Broughton.
À partir de sa source, la rivière Filkars coule sur 30,2 km répartis selon les segments suivants :
Cours supérieur de la rivière (segment de 21,9 km)
À partir du barrage du petit lac de tête, la rivière Filkars coule sur :
- 5,9 km vers le nord-ouest, jusqu'à une route de campagne ;
- 4,4 km vers l'ouest, jusqu'à la route 216, qu'elle coupe à 3,3 km au sud-ouest du centre du village de Saint-Sylvestre ;
- 3,5 km vers l'ouest, jusqu'à la route 269 qu'elle coupe à 3,6 km au nord du hameau Wilson ;
- 3,3 km vers le nord-ouest, jusqu'à la route ;
- 2,8 km vers le nord-ouest, jusqu'à la limite de la municipalité de Sainte-Agathe-de-Lotbinière ;
- 2,0 km vers le nord, jusqu'à la confluence de la rivière Armagh (venant de l'ouest) ;

Cours inférieur de la rivière (segment de 8,3 km)
À partir de la confluence de la rivière Armagh, la rivière Filkars coule sur :
- 3,3 km (ou 2,1 km en ligne directe) vers le nord-est, en recueillant les eaux de la rivière Saint-André (venant du sud-est) et en serpentant jusqu'à la limite de Saint-Patrice-de-Beaurivage ;
- 0,3 km vers l'est, jusqu'à une route de campagne ;
- 3,1 km (ou 1,6 km en ligne directe) vers le nord-est, en recueillant les eaux de la rivière Fourchette (venant du sud-est), ainsi qu'en serpentant jusqu'à la limite, jusqu'à la "route du Petit Lac" ;
- 1,6 km vers le nord-est, en traversant la route 269, jusqu'à sa confluence.

La rivière Filkars se déverse sur la rive sud de la rivière Beaurivage à 4,5 km à l'ouest du village de Saint-Patrice-de-Beaurivage et au nord du hameau Parkhurst.

## Toponymie
Filkars serait dérivé de Felker's (appartenant à Felker) d'après le nom d'un propriétaire foncier originaire du  New Hampshire.
David Felker demeura à Saint-Sylvestre entre 1824 et 1839.